# Elizabeth Peyton
Pour les articles homonymes, voir Peyton.
Elizabeth Joy Peyton (née en 1965) est une artiste contemporaine américaine qui travaille principalement avec les techniques de la peinture, du dessin et de la gravure. Elle est surtout reconnue pour ses portraits de personnalités qui lui sont proches, notamment ses amis, ainsi que de figures historiques et d’icônes de la culture contemporaine. De ce fait, les portraits d' Elizabeth Peyton mettent régulièrement en scène des artistes, des écrivains, des musiciens et des acteurs.

## Enfance et éducation
Née en 1965 à Danbury, dans le Connecticut, elle est la plus jeune d’une famille de cinq enfants et commence très tôt à dessiner et à peindre. Entre 1984 et 1987, elle étudie les beaux-arts à la School of Visual Arts de New York. 

## Travail
L’œuvre de Elizabeth Peyton, principalement figurative, se distingue par un mélange subtil de sobriété et d'intensité, représentant des sujets de sa propre vie et plus encore avec une immédiateté saisissante et un travail caractéristique de surfaces richement modulées,. Elizabeth Peyton s’inspire beaucoup du travail créatif de personnages historiques comme Gustave Flaubert et John Singer Sargent. Elle a déclaré faire partie d’une lignée d’artistes et d’écrivains tels Honoré de Balzac, Camille Claudel, Eugène Delacroix, Isa Genzken, Giorgione, Georgia O’Keeffe, etc., qui étudient les sujets pour les dépeindre avec une économie d’expression, unissant la passivité des sensations à l’émotion,.
Elizabeth Peyton travaille à partir de modèles vivants et de photographies, généralement en utilisant la peinture, le dessin ou la gravure. Elle explore souvent des degrés successifs d’éloignement de sa source d’origine, comme dans ses tableaux de sculptures de Camille Claudel, dans lesquels Elizabeth Peyton peint des photographies de sculptures. Dans son entretien avec le magazine Frieze, Elizabeth Peyton explique que lorsqu’elle choisit de peindre à partir de l’œuvre d’un autre artiste, cela lui permet d’explorer « des choses plus difficiles à atteindre à l’intérieur d’elle-même », car la composition est déjà décidée. Dans une autre forme de remaniement, Elizabeth Peyton revisite souvent des images qu’elle a déjà utilisées, en les recadrant dans d’autres dimensions et en modifiant ainsi la quantité de contexte donnée. Cette manipulation du contexte est importante pour Elizabeth Peyton en raison de son effet sur les sentiments de proximité et d’intimité.
Depuis 1998, date à laquelle le magazine Parkett lui a commandé une lithographie, Elizabeth Peyton a créé une large gamme d’estampes, dont des monotypes, des lithographies et des gravures sur bois. Expérimentant différentes techniques, elle utilise également une variété de divers papiers faits main, ainsi que des encres colorées et monochromatiques.
Outre les portraits, Elizabeth Peyton produit également des œuvres qui s’inscrivent dans la tradition de la nature morte, présentant souvent des portraits recadrés dans des compositions complexes avec des fleurs, des statues et d’autres motifs associés au genre. Cette exploration, qui a débuté vers 2007, représente une réorientation de l’attention de la figure vers le contexte plus large de l’environnement de l’individu et de l’expression des sentiments. Parmi les exemples présentés dans la monographie Dark Incandescence (2017) de l’artiste figurent Pati (2007), Balzac + Roses (2008), Flaubert + Madame Bovary (Elephants) (2008), Camille Claudel and Flowers (2009), Actaeon, Justin Bieber and Grey Roses (2010), Lichtenstein, Flowers, Parsifal (2011), Berlin, Hyacinth and Black Teapot (2014), et Universe of the World-Breath (2018),.
En 2009, Elizabeth Peyton a collaboré avec Matthew Barney sur Blood of Two, un projet artistique sur l’île grecque d’Hydra. Elle a ensuite travaillé avec Jonathan Horowitz sur une série de monotypes qui développent les concepts de plantes et de fleurs en tant que motifs d’amour et de mort, donnant lieu à une série de peintures, de gravures, de dessins, de sculptures et de photographies, ainsi qu’à un livre, Secret Life (2012), réalisé en collaboration avec d’autres artistes.

## Parcours
En 1987, Elizabeth Peyton sort diplômée de la School of Visual Arts de New York. 
Au début des années 1990, elle organise ses premières expositions, en 1993 au Chelsea Hotel à New York et en 1995 au Prince Albert Pub à Londres. Au Chelsea Hotel, les visiteurs devaient se présenter à la réception, demander la clé de la chambre pour visiter l'exposition qui se composait essentiellement de dessins.
Peints à l'huile dans une touche large, rapide et colorée, ses portraits ont toujours pour origine une photographie. La technique de peinture employée par Elizabeth Peyton s'oppose aux méthodes traditionnelles, dans le sens où elle peint d'abord les détails du dessin avant de passer une couche de base, ce qui complexifie nettement le travail. En effet, Peyton doit avoir ainsi une idée préconçue et précise avant d'entamer son travail. L'artiste utilise le plus souvent de petits formats — toile et surtout carton préalablement enduis — accentuant le caractère intimiste de ses portraits, mettant en contradiction la célébrité du modèle et l'image intime qu'elle en donne, de même que ses titres ne comportent que le prénom du modèle, qui apparaît ainsi d'autant plus comme un proche. Ainsi John pour le portrait de John Lennon, ou Sid pour celui de Sid Vicious.
Elizabeth Peyton est souvent citée lorsque l'on évoque le renouveau de la peinture figurative du début des années 1990. 

## Œuvres dans les collections publiques
États-Unis
- New York :
  - musée Solomon R. Guggenheim : 
    - Keith (From Gimme Shelter), 2004, huile sur bois.
    - Matthew, 2008, crayons de couleur sur papier.

  - Museum of Modern Art : 
    - John & Jackie, 2000.
    - Chloe (Gold), 2001.
    - Chloe, 2001.
    - Adi, 2002.
    - Em, 2002.
    - Em (Blue), 2002.
    - Gavin, 2002.
    - Rirkrit Reading, 2002.
    - Flower Ben, 2003.
    - Lunch (Nick), 2003.
    - Marc, 2003.
    - Marc (April), 2003.
    - Nick (Poquatuck Park), 2003.
    - Lichtenstein, Flowers, Parsifal, 2011.

France
- Paris, musée national d'Art moderne : 
  - Jean-Pierre Léaud (Antoine Doinel), 1994, mine graphite sur papier ;
  - Antoine Doinel (400 Blows), 1994, fusain sur papier ;
  - François Truffaut, 1994, fusain sur papier ;
  - Prince Harry and Prince William, 1999, huile sur bois.